# 桜目禅斗
桜目 禅斗（さくらめ ぜんと）は、日本のライトノベル作家。

## 経歴・人物
自らを「捨て身の専業作家」と称す。デザイン専門学校の経歴を生かし、設定画像やキャラクター・デザインを自ら製作することもあるという。2018年の投稿作「この魔法学園にはガードゲーマーが紛れ込んでいる」が第11回GA文庫大賞最終候補作となったものの、落選。2018年、投稿作「スターチルドレン〜秩序のない現代にキックアンドラッシュ〜」で第24回スニーカー大賞特別賞を受賞。翌2019年、同作を改稿改題した『上流学園の暗躍執事 お嬢様を邪魔するやつは影から倒してカースト制覇』で小説家デビューした。

## 作品リスト

### 単行本
- 『上流学園の暗躍執事 お嬢様を邪魔するやつは影から倒してカースト制覇』（2019年7月1日、角川スニーカー文庫）ISBN 978-4-04-108368-0
- 『あなたを諦めきれない元許嫁じゃダメですか？』（角川スニーカー文庫）
  1. 2020年5月1日、ISBN 978-4-04-109395-5
  2. 2020年10月1日、ISBN 978-4-04-110789-8
  3. 2021年3月31日、ISBN 978-4-04-111122-2